# Suzy Parker (canción)
«Suzy Parker» es una canción del grupo británico The Beatles, que apareció en la banda sonora del filme Let It Be, de 1970. Es una de las pocas canciones del grupo en ser acreditada a sus cuatro integrantes , junto con 12-Bar Original (del álbum Anthology 2) , Free as a Bird (del álbum Anthology 1) , Dig It (del álbum Let It Be) , Maggie Mae (del álbum Let It Be) , y el instrumental Flying  (del álbum Magical Mystery Tour).

## Composición
En la época en la cual John Lennon dijo que The Beatles eran más populares que Jesucristo, una de las modelos más famosas era Suzy Parker.
Sus éxitos profesionales eran de sobra conocidos: sus campañas con Revlon, sus portadas en las mejores revistas, su récord al ser la primera modelo en ganar más de 100.000 dólares en un año, y otras cosas. Por esta razón, la banda quiso dedicarle una canción, que originalmente formaría parte del álbum Let It Be, pero que finalmente quedó fuera del disco, según dicen algunas fuentes, porque la canción no era del gusto de los integrantes de la banda.

## En la película Let It Be
En la película Let It Be, en la que la canción fue finalmente emitida, se puede ver a la banda ensayando el tema en los Twickenham Film Studios, junto con otras canciones de la banda.

## Créditos
- Paul McCartney:  Coros, bajo.
- John Lennon: Guitarra, voz principal.
- George Harrison: Guitarra líder, coros.
- Ringo Starr: Batería